# Cruisin' (Village People)
Cruisin' è il terzo album in studio del gruppo musicale statunitense Village People, pubblicato il 25 settembre 1978 dalla Casablanca.

## Descrizione
L'album è prodotto da Jacques Morali, autore dei brani insieme a Henri Belolo e Victor Willis. Quest'ultimo, Morali e Horace Ott curano gli arrangiamenti.
Dal disco viene tratto il singolo Y.M.C.A., che si rivela un successo mondiale e dà il titolo alla ristampa dell'album in Europa negli anni 2000.

## Tracce
Lato A
1. Y.M.C.A. – 4:46
2. The Women – 5:53
3. I'm a Cruiser – 7:03

Lato B
1. Hot Cop – 6:19
2. My Roommate – 5:21
3. Ups and Downs – 6:20